# اختطاف أربعة مسافرين فلسطينيين من غزة في مصر
في يوم الأربعاء 19 آب 2015، قام مجهولون مسلحون بإيقاف حافلة الترحيلات المصرية (وتكون عادة برفقة الأمن المصري في مدينة رفح المصرية) وكانت تقل مسافرين فلسطينيين في محافظة شمال سيناء، وإختطفوا أربعة شبان هم، ياسر زنون، وحسين الزبدة، وعبد الله أبو الجبين، وعبد الدايم أبو لبدة، في سابقة هي الأولى من نوعها تعرض فيها مسافرون فلسطينيون للاختطاف، وقاموا باقتياد المسافرين المختطفين إلى جهة مجهولة.

## إتهامات للأمن المصري
قال مصدر في حركة المقاومة الإسلامية (حماس) إن أفرادا من جهاز أمني مصري هم من اختطفوا الشبان الأربعة. وقال القيادي في الحركة والمتحدث باسم كتلة حماس البرلمانية النائب مشير المصري خلال وقفة تضامنية مع الفلسطينيين المختطفين الأربعة، 21-9-2015، أمام مقر اللجنة الدولية للصليب الأحمر بغزة إن «الخاطفين لم يصلوا إلى المعلومات الخاصة بالشبان الأربعة، إلا عبر جهات في الاستخبارات المصرية»، وفق ما نقله موقع «كتائب عز الدين القسام» الجناح العسكري لحماس.

## ردود فعل
- حركة حماس : حملت حركة المقاومة الإسلامية (حماس) السلطات المصرية المسؤولية عن حياة الشبان الأربعة المختطفين، وفق ما نشرته الحركة على موقعها الإلكتروني. ودعت حماس السلطات المصرية إلى العمل على سرعة إطلاق الشبان الأربعة «بحكم مسؤوليتها الأمنية وبعيدا عن أي لون من ألوان التصعيد الإعلامي أو الميداني، وحفاظا على العلاقات الفلسطينية المصرية، وفي إطار الأخلاق والمواثيق الإنسانية».

وقالت حماس إن ما جرى «يؤكد تجرؤ المجرمين على أبناء شعبنا ظنا منهم أن الشعب الفلسطيني يمكن أن ينسى أو يتجاهل أو يتجاوز هذه القضية»، داعية المؤسسات الحقوقية والإعلامية والسياسية والجماهيرية إلى أخذ دورها في التعبير عن رفضها لأسلوب الاختطاف «الهمجي الغادر».
- حركة الجهاد الإسلامي: قاللت الحركة إن عملية الاختطاف جريمة لا يمكن السكوت عليها. وطالب القيادي في الحركة خالد البطش خلال كلمة له في المؤتمر الوطني لإعادة المختطفين في مركز رشاد الشوا غرب مدينة غزة، مصر بالعمل على إعادة المختطفين إلى أهلهم.

وأن على مصر الكشف عن المختطفين، وتقديمهم للمحاكمة، كون الشبان تم اختطافهم على الأرض المصرية وكانوا تحت حماية أمن مصر. وأعلن البطش أن القوى الوطنية والإسلامية ستقف جميعا صفا واحدا حتى عودة المختطفين لأهلهم سالمين.
- الفصائل الفلسطينية: دانت القوى الوطنية والإسلامية الفلسطينية، عملية الاختطاف التي تعرض لها أربعة شبان فلسطينيين أثناء سفرهم عبر معبر رفح البري، مؤكدةً رفضها أي مساس بأبناء شعبنا الفلسطيني. وأكدّت القوى حرصها على استمرار العلاقة الأخوية بين الشعبين المصري والفلسطيني، موضحةً أنها ستعمل على تفويت الفرصة وقطع الطريق على كل من يحاول تخريب هذه العلاقة. وأكدّت على استمرار السعي وتكثيف الاتصالات مع الجهات الرسمية المصرية ودعوتها للعمل من أجل الإفراج عن المختطفين وتأمين سلامتهم. وطالبت رئيس السلطة محمود عباس وسفارة فلسطين في القاهرة، القيام بدورها لمعرفة مصير هؤلاء المسافرين والعمل على إطلاق سراحهم.[4]
- المجلس التشريعي الفلسطيني: خلال وقفة تضامنية مع المختطفين في ساحة المجلس دعا الدكتور أحمد بحر النائب الأول لرئيس المجلس التشريعي إلى تشكيل لجنة تحقيق فلسطينية – مصرية مشتركة للوقوف على كافة تفاصيل جريمة اختطاف الشبان الفلسطينيين من «باص الترحيلات» المصري، والعمل على كشف وفضح ومعاقبة مرتكبيها.[5]
- ذوو المختطفين: حملوا السلطات المصرية المسؤولية عن حياة أبنائهم وإعادتهم سالمين إلى قطاع غزة، ونادوا بأن عودتهم مسؤولية مصر، وناشدوا السلطات المصرية وجهاز المخابرات المصري الإفراج عنهم[6][7][8]
- الهيئة المستقلة لحقوق الإنسان: قالت إن عملية اختطاف الشبان الفلسطينيين الأربعة من باص الترحيلات في مصر قد تصل لاعتبارها اختفاءً قسريًا بالمعنى القانوني المتكامل، مشددة على مسئولية السلطات المصرية الكاملة عن ذلك. وبينت أن الاختطاف انتهاك جسيم لحقوق الإنسان، وجزء من حالة الحصار والانتهاكات التي تمارس بحق الشعب الفلسطيني، وحرمان من الحق بالتنقل، ويخالف كل المعايير والاتفاقيات الدولية. وأن الهيئة المستقلة ستسعى لتلقي شكاوى من العائلات بشأن اختفاء أبنائهم، وستتقدم بشكاوى للمقرر الخاص بشئون الاختفاء القسري في الأمم المتحدة، ومجموعة العمل الدولية بهذا الشأن.[9]
- هيئة الحراك الوطني لكسر الحصار غزة: إعتبرت حادثة الاختطاف التي تعرض لها الشبان الفلسطينيون في معبر رفح تعتبر «مؤشراً خطيراً» على طبيعة الأحداث الجارية بين مصر وقطاع غزة.[10]

## أول ظهور للمختطفين

الجزيرة تحصل على صورة حصرية لمختطَفي حماس بمصر

في مساء الثاني والعشرين من أغسطس عام 2016 بثت قناة الجزيرة القطرية صورة حصلت عليها من أهالي المختطفين الأربعة تظهر اثنين من أبنائهم داخل مقر أمني في القاهرة، والمختطفان الظاهران في الصورة هما ياسر زنون وعبد الدايم أبو لبدة.